# Beaufort West
Beaufort West (en afrikáans: Beaufort-Wes) es un pueblo en la provincia del Cabo Occidental en Sudáfrica. Es el pueblo más grande en la árida región del Gran Karoo, y es conocida como "Capital del Karoo". Forma parta de la Beaufort West Local Municipality, con 34 085 habitantes en 2011.
Es el centro de un distrito agrícola basado en las granjas de ovejas y uno de los pueblos más significativos de la carretera N1.
Cerca de Beaufort West está el parque nacional Karoo. Importantes fósiles se han encontrado en esta área, inicialmente por David Baird, hijo de un juez local en 1827.
El antiguo ayuntamiento y la Iglesia de la Reforma Holandesa han sido declarados monumentos nacionales.